# Muita Lôco
Muita Lôco foi um programa de entrevista e entretenimento. Programa em estúdio. O Programa consistia em entrevistas aos convidados por parte do público e actuação de uma banda convidada. Para além disso abordavam problemas da actualidade, da vida dos adolescêntes e sexo. 
Foi um dos primeiros programas idealizados por Ediberto Lima para a SIC.
Foi emitido entre 1994-2000 e apresentado por José Figueiras.